# Antonio Puchades
Antonio Puchades Casanova (Sueca, 4 de junho de 1925 — Sueca, 24 de maio de 2013) foi um futebolista espanhol que atuava como volante.

## Carreira
Revelado pelo SD Sueca, time de sua cidade, Puchades, notável por sua boa forma física, começou a carreira atuando nas categorias de base do Valencia CF. Já promovido como atleta profissional, foi cedido ao Mestalla, time-satélite dos Ches, onde jogaria entre 1945 e 1946.
Promovido ao time principal do Valencia ainda em 1946, disputaria 256 partidas até 1959, ano de sua aposentadoria dos gramados, em decorrência de problemas no nervo ciático. Depois de pendurar as chuteiras, Puchades optou em não seguir carreira no futebol, passando a cuidar das terras de sua família. Em sua carreira profissional, foram três títulos (Campeonato Espanhol de 1946-47 e duas edições da Copa do Rei da Espanha, à época chamada de Copa do Generalíssimo - 1948-49 e 1953-54).

## Seleção Espanhola
Pela seleção da Espanha, Puchades disputou 23 jogos entre 1949 e 1954, não marcando nenhum gol. Fez parte do elenco que participou da Copa de 1950, única de sua carreira.

## Morte
Puchades morreu em 24 de maio de 2013, de causas desconhecidas, em Sueca, mesma cidade onde nascera 87 anos antes.